# Joanes Hedel
Joanes Hedel (Lilla, 22 aprile 1980) è un nuotatore francese, specializzato nel nuoto di fondo.

## Palmarès
| Mondiali in acque libere | 25km individuale  |
| 2010 Roberval Canada     | 8º                |
| Campionati europei       | 25 km individuale |
| 2010 Budapest Ungheria   | Bronzo 5:18"39'6  |
| Europei in acque libere  | 25 km individuale |
| 2008 Dubrovnik Croazia   | Argento           |
| 2011 Eilat Israele       | Bronzo            |
| 2012 Piombino Italia     | 7º 5h06'12"4      |